# Bernhard Below
Bernhard Richard Below, född 1611 i Rostock, död 15 mars 1692 i Stockholm, var en tysk-svensk läkare; bror till Johannes Below och far till Jakob Fredrik Below. 

## Biografi
Below blev student vid Rostocks universitet 1623 och senare medicine doktor. På anmodan av landshövding Schering Rosenhane blev han 1639 stadsläkare i Norrköping. Han blev därefter fältmedikus i armén i Skåne 1645, läkare vid ambassaden till Ryssland 1647, livmedikus hos drottning Kristina 1648 samt hos Karl X Gustav, Hedvig Eleonora och Karl XI. Han var under denna tid även husläkare åt Magnus Gabriel De la Gardie. Han var 1663 en av stiftarna av Collegium medicum och dess assessor.